# Застава Себорге
Застава Кнежевине Себорге у овом облику постоји од 1997. године. У делу заставе према јарболу налази се на белој подлози крунисани штит на чијем плавом пољу се налази бели равнокраки крст. Овај мотив је са грба Себорге и потиче од грба монашког реда св. Бернарда коме је Себорга као посед некада припадала. Остатак заставе чини 18 хоризонталних белих и плавих линија (боје Себорге).